# Balsby
Balsby est une localité suédoise située dans la commune de Kristianstad en Scanie.
Sa population était de 518 habitants en 2019.